# كارفويرو (لاجوا)
كارفويرو هي بلدة ومدينة صغيرة في منطقة الغارف في جنوب البرتغال ووجهة شهيرة لقضاء العطلات للسياح المحليين والدوليين. الشاطئ الرئيسي يسمى برايا دو كارفويرو .
|  |

## التاريخ
تعود المعلومات التاريخية إلى كارفويرو إلى عام 1544. كان خليج كارفويرو وجهة جذابة، وخاصة بالنسبة للقراصنة. في ذلك الوقت كان اسم المكان كابويير .
بعد زيادة السياحة الجماعية في منطقة الغارف Algarve في ستينيات القرن العشرين، أصبحت قرية الصيد السابقة وجهة سياحية دولية تجذب العائلات في المقام الأول. بالإضافة إلى السياحة الكلاسيكية "التشمس والشاطئ"، اكتسبت كارفويرو أيضًا شهرة في رياضة الجولف والرياضات المائية. قبل ذلك، كانت مدينة كارفويرو وجهة سياحية يرتادها البرتغاليون بين الحربين العالميتين الأولى والثانية. ولا تزال أطلال الكازينو في "شارع الكازينو" شاهدة على تلك الحقبة.
في 4 أكتوبر 1985 أصبحت كارفويرو محافظة مستقلة ( فريجيسيا ) في بلدية لاغوا.

وبموجب قانون صدر في 19 أبريل/نيسان 2001، تم رفع مستوى كارفويرو إلى مستوى مدينة صغيرة ( فيلا ).

## الإدارة

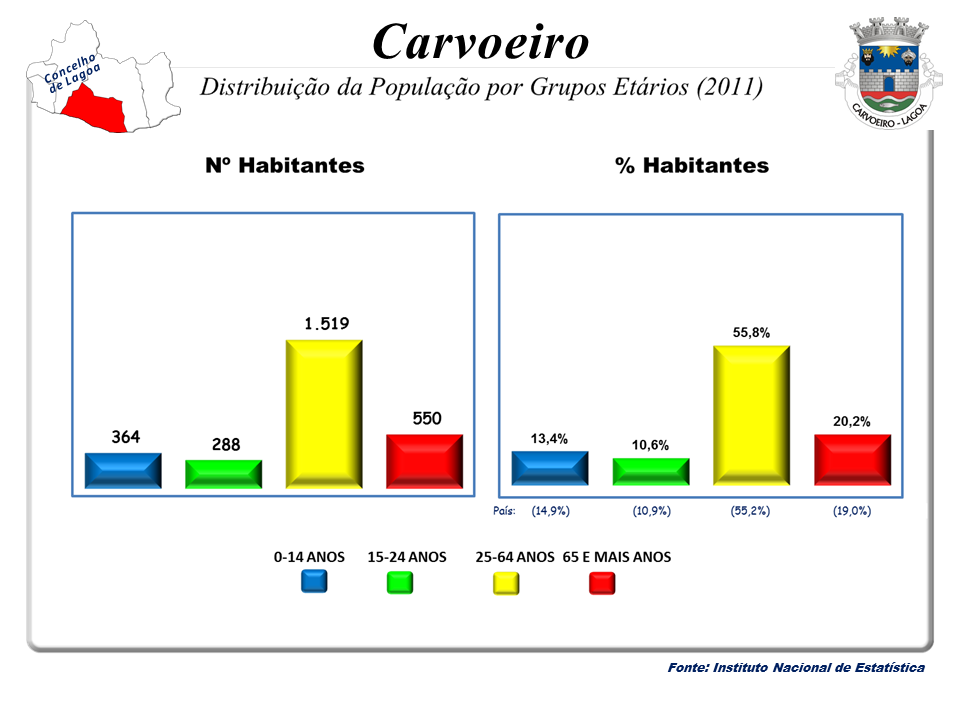
التركيبة العمرية للسكان في بلدية كارفويرو (2011)

كانت كارفويرو مقرًا لمحافظة ( freguesia ) تحمل نفس الاسم في بلدية ( concelho ) في لاجوا في منطقة فارو . كانت مساحتها 7و11 كيلومتر
، ويبلغ عدد سكانها 2725 نسمة (اعتبارًا لتعداد 2011 )، وهو يعادل كثافة سكانية تبلغ 234 نسمة لكل كيلومتر مربع .
البلدات والمناطق التالية كانت تابعة لبلدية كارفويرو:
| - ألفانزينا - ألتو دو بارايسو - مناطق موينهوس - بوافيستا - كارفويرو - شاموسكاس - ماسمورا | - ماتو سيراو - حزب بوكو - كينتا دو بارايسو - كينتا دو سول - روشا برافا - سيسمارياس - التوسع الحضري في سيسمارياس | - التوسع الحضري في روتشا برافا - سولفيرياس التحضر - وادي سينتيانيس - وادي كوفو - وادي كورايس - وادي غرامسين - وادي ميلهو |

كجزء من الإصلاح الإقليمي في البرتغال في 29 سبتمبر 2013 تم دمج كارفويرو مع بلدية لاغوا . أصبحت لاجوا مقرًا للبلدية، في حين ظلت الإدارة البلدية السابقة في كارفويرو بمثابة مركز خارجي ومكتب للمواطنين.

## السياحة
تحظى مدينة كارفويرو بشعبية خاصة بين السياح الذين يقضون عطلاتهم على الشاطئ. توجد خمسة شواطئ رملية في كارفويرو ومحيطها، تقع وسط خلفية صخرية رائعة. وتقع نقطة مراقبة ألجار سيكو على بعد كيلومتر واحد شرق المركز والشاطئ الرئيسي. هنا تم نحت ممرات وكهوف في الصخر وتم إنشاؤها جزئيًا بشكل أ صطناعي . تتميز المنحدرات المحيطة بمجموعة متنوعة من الألوان من الأصفر الفاتح إلى الأصفر المائل إلى الأحمر. من "Algar Seco" في الاتجاه الشرقي ستجد أكبر الكهوف البحرية في الغارف. يقدم الصيادون المحليون رحلات لمشاهدة معالم المدينة من الشواطئ الأكبر.
يأتي العديد من "المصطافين في الشتاء" إلى كارفويرو في غير موسمها، حيث تكون الشواطئ الصخرية محمية تماما من الرياح ويمكنك الاستلقاء على الشاطئ هنا حتى في فصل الشتاء. وبسبب قواعد البناء الصارمة في كارفويرو فلا يجوز بناء منازل مكونة من أكثر من طابقين إلا في وسط المدينة مباشرة؛ وحتى خارج تلك المنطقة لا يجوز بناء سوى الطابق السفلي والطابق العلوي. ونتيجة لذلك، احتفظت كارفويرو إلى حد كبير بسحرها وأصبحت وجهة شهيرة لمشتري المنازل لقضاء العطلات.
يمكن للاعبي الجولف اللعب في ثلاثة ملاعب جولف: ملعبي "Gramacho" و"Pinta" المكونين من 2 × 18 حفرة، وكلاهما تديرهما Pestana Group الشهيرة، وملعب الجولف "Vale de Milho" المكون من 1 × 9 حفرات . ويوجد أيضًا العديد من ملاعب التنس وصالة الألعاب الرياضية. هناك اسطبلان لركوب الخيل في مكان قريب.
يؤدي مسار الجرف شرقًا إلى الكنيسة الصغيرة Senhora da Rocha وغربًا على بعد 5 كم تقع مدينة " فيراغودو ".
تُستخدم المنطقة المحيطة بكارفويرو على نطاق واسع للزراعة. تنمو هنا مزارع الكروم ومزارع البرتقال وحقول التين وأشجار اللوز. في مدينة لاجوا، التي تبعد عنها بـ 5 كيلومتر تجد عاصمة النبيذ في منطقة الغارف، وفيها تتم معالجة النبيذ المحصود في تعاونية أديجا دي لاجوا وعرضه للبيع.

.

### الشواطئ
وأهم شواطئ كارفويرو من الغرب إلى الشرق هي برايا فالي دي لابا و برايا بارايسو و برايا دو كارفويرو و برايا كوفو وبرايا سينتيانيس وبرايا كارفالهو وبرايا بيناجيل وبرايا دا مارينا. 7 كم شرقًا يوجد خليج الاستحمام برايا دا ألبانديرا و يوجد شاطئ برايا كانيروس على بعد 4 كيلومتر.
جميع الشواطئ عبارة عن خلجان رملية. الجزء الشمالي من الشواطئ محمي بـ المنحدرات الحجرية الجيرية التي يبلغ ارتفاعها بين 20 إلى 30 متر . و هذا يمنع الرياح الشمالية الباردة من الوصول إلى الخلجان خلال فترة الركود، وبالتالي يمكنك رؤية المصطافين على الشاطئ حتى في فصل الشتاء. يوجد مسار منحدر فوق الصخور يربط جميع الشواطئ.
خلال موسم الذروة ستجد مطاعم وكراسي استلقاء تحت الشمس، وفي بعض الحالات، تجد زلاجات نفاثة وقوارب بدواسات للتأجير ومطاعم على شواطئ برايا كانيروس، وبرايا دو كارفويرو، وبرايا سينتيانيس، وبرايا بيناجيل، وبرايا دا مارينا، بالإضافة إلى برايا دا ألباندييرا.

## روابط الويب
- نادي كارفويرو
- موقع شاطئ كارفويرو (غير رسمي)
- شاطئ كارفويرو
- انطباعات عن كارفويرو مقال قصير وفيديو مدته 10 دقائق مع انطباعات عن كارفويرو